# Natsumi Ando
Natsumi Andō (安藤なつみ, Andō Natsumi, nascuda el 17 de gener) és una mangaka japonesa. És més coneguda per Zodiac P.I., encara que els seus treballs també inclouen Maria Ppoino! (literalment, Sagrada Mary!), "Smile de Ikou" (Vés amb un Somriure), "Tamete Misema Show", "Tsuiteru ne Hijiri-chan", "Wild Damon" (aka Wild: El meu prehistòric protector) i Shiterune Hijirichan.
En 2006, guanyà el Premi Manga de Kodansha en la categoria de manga per a xiquets amb Kitchen Princess.

## Treballs
- Zodiac P.I. (十二宮でつかまえて, Jūnikyū de Tsukamaete)
- Kitchen Princess (キッチンのお姫さま, Kitchen no o-Hime-sama)
- Holy Mary! (マリアっぽいの, Mariappoi no!)
- Go With a Smile (スマイル で いこう, Smile de Ikō)
- Tamete Misema Show (貯めて みせま ショウ!)
- Tsuiteru ne Hijiri-chan (ツイてる ね 聖ちゃん)
- Wild: My Prehistoric Protector (ワイルド だもん, Wairudo Damon)
- Arisa